# Danh sách trận đánh trong lịch sử Triều Tiên

## Thời kỳ Gojoseon
- Trận Wanggeom (108 TCN)

## Thời Tam Quốc

### Goguryeo (Cao Câu Ly)
- Trận Toạ Nguyên
- Trận Salsu
- Trận vây hãm thành Yodong (612)
- Trận vây hãm thành Yodong (645)
- Trận vây hãm thành Ansi
- Trận Sasu
- Trận vây hãm Pyeongyang (668)

### Baekje
- Trận Chiyang
- Trận Baekgang, trận chiến giữa Baekje và lực lượng Nhật Bản và liên minh Tang-Silla

### Silla
- Trận thành Gwansan
- Trận Hwangsanbeol

## Thời Nam Bắc triều

### Silla thống nhất
- Trận thành Maeso

### Balhae
- Trận Cheonmun-ryeong

## Nhà Goryeo

### Khiết Đan xâm lược Triều Tiên
- Trận Kwiju

### Mông Cổ xâm lược Triều Tiên
- Trận thành Cheoin
- Trận Chungju (1253)

### Mông Cổ xâm lược Nhật Bản
- Mông Cổ xâm lược Nhật Bản

## Nhà Joseon
- Viễn chinh Đông Gihae

### Chiến tranh Imjin
- Trận Busan (1592), trận thủy chiến trong chiến tranh Bảy Năm.
- Trận Okpo, trận thủy chiến năm 1592.
- Trận Sacheon (1592), trận thủy chiến trong chiến tranh Bảy Năm.
- Trận Đảo Hansan in 1592, trận thủy chiến chủ chốt trong chiến tranh Bảy Năm.
- Trận vây hãm Jinju (1592)
- Trận Haengju
- Trận Chilchonryang, trận thủy chiến trong Chiến tranh Bảy Năm in 1597.
- Trận Myeongnyang, trận thủy chiến vào năm 1597 trong Chiến tranh Bảy Năm.
- Trận Noryang Point, trận thủy chiến vào năm 1598.

### Thời kỳ cuối nhà Joseon
- Trận Sarhu, loạt trận chiến giữa Mãn Châu-Minh vào năm 1619.
- Vây hãm Namhansanseong
- Xung đột biên giới Nga-Mãn Châu
- Pháp đánh Triều Tiên, 1866
- Hoa Kỳ đánh Triều Tiên

## Thời kỳ Hiện đại

### Các cuộc kháng chiến
- Trận Bongodong
- Trận Cheongsanri

### Chiến tranh Triều Tiên
- Trận Osan, trận giao chiến đầu tiên trong chiến tranh Triều Tiên vào năm 1950.
- Trận Inchon, trận đánh quyết định trong chiến tranh Triều Tiên vào năm 1950.
- Trận sông Imjin, trận chiến  trong chiến tranh Triều Tiên vào năm 1951.
- Trận Cầu Đẫm Máu
- Trận Hồ chứa Chosin
- Trận Old Baldy
- Gloucester Hill
- Trận Đỉnh Heartbreak
- Trận Hill Eerie
- Trận Hook
- Trận Sông Imjin
- Trận Inchon
- Trận Kapyong, trận chiến  trong chiến tranh Triều Tiên vào năm 1951.
- Chiến dịch Commando
- Chiến dịch Courageous
- Chiến dịch Ripper
- Chiến dịch Tomahawk
- Trận Osan
- Trận Tiền đồn Harry
- Trận Pakchon
- Trận Hồ chứa Chosin, trận chiến giữa lực lượng Trung Quốc và Hoa Kỳ trong chiến tranh Triều Tiên vào năm 1950.

### Đại Hàn Dân quốc
- Chiến tranh Triều Tiên
- Chiến tranh Việt Nam
  - Trận Đức Cơ
  - Sự kiện Tết Mậu Thân
  - Trận Trà Bình Đông
  - Chiến dịch Masher/White Wing
- Chiến tranh Vịnh Ba Tư
- Trận Yeonpyeong lần 1
- Trận Yeonpyeong lần 2
- Trận Daecheong

### Cộng hòa Dân chủ Nhân dân Triều Tiên
- Chiến tranh Triều Tiên
- Sự kiện hành động ngày 22 tháng 12 năm 2001
- Trận Yeonpyeong lần 1
- Trận Yeonpyeong lần 2
- Trận Daecheong